# کلاته حاجی برات
کلاته حاجی برات، روستایی از توابع بخش مرکزی و در شهرستان سبزوار استان خراسان رضوی ایران است.

## جمعیت
این روستا در دهستان قصبه شرقی قرار داشته و بر اساس سرشماری سال ۱۳۸۵ جمعیت آن ۱۲ نفر (۴ خانوار)
بوده است.